# Triptychon von Ciećmierz

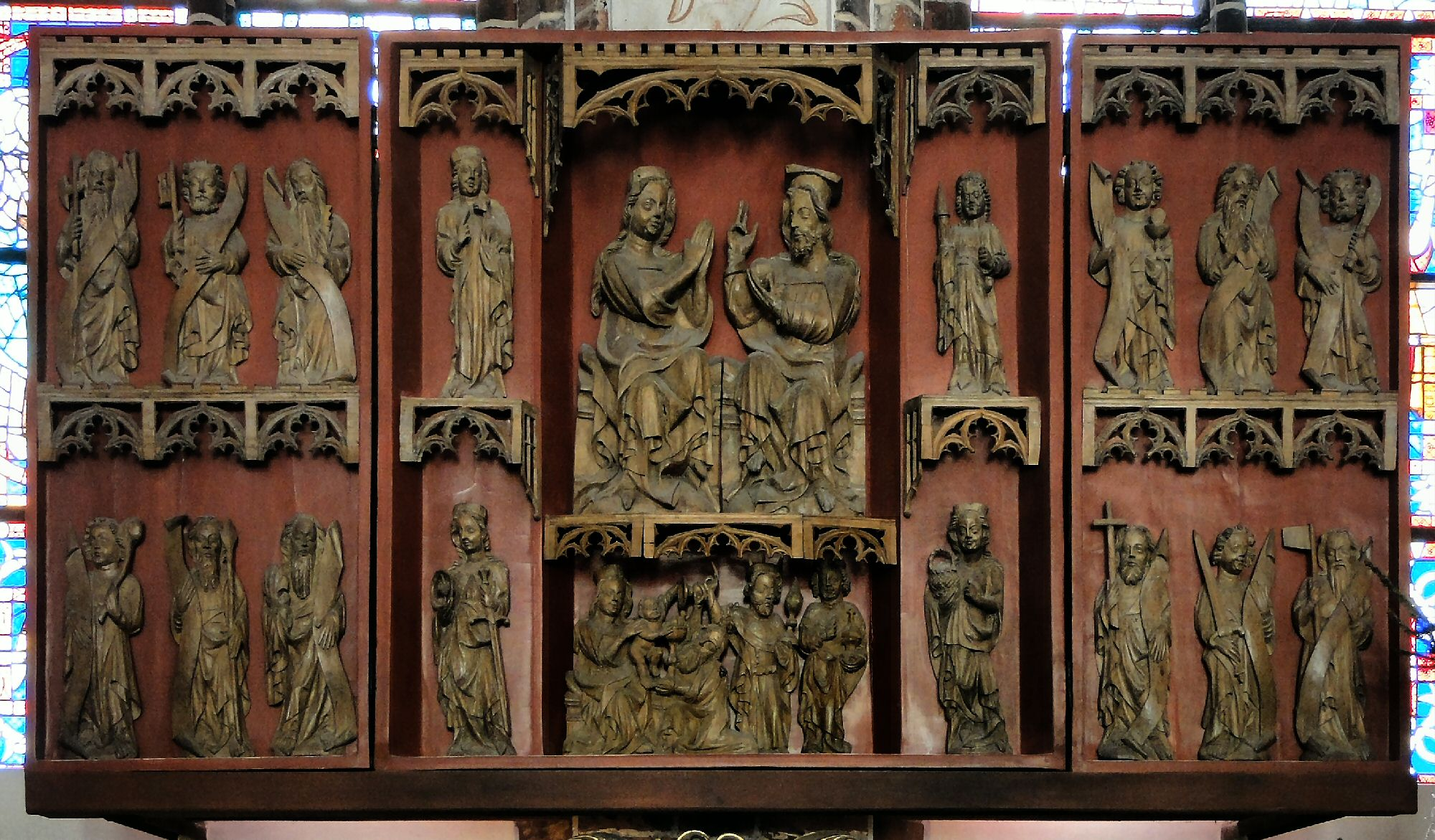
Triptychon

Das Triptychon von Ciećmierz ist ein spätgotisches Triptychon eines anonymen Holzschnitzers, das im späten 14. Jahrhundert entstanden ist. Das Bildthema sind Szenen aus dem Marienleben. Es stammt aus der Pfarrkirche in Cerkwica. Nach Ciećmierz bei Kamień Pomorski gelangte es im 17. Jahrhundert. Es befindet sich seit dem Ende des Zweiten Weltkriegs in der Jakobskathedrale in Stettin. Der Altar wurde in den 1980er Jahren restauriert.